# アミング潮江
アミング潮江（アミングしおえ）は、兵庫県尼崎市潮江などに位置する、JR西日本尼崎駅北口側の再開発地区の愛称。全体でおよそ9ヘクタールを対象に、兵庫県、尼崎市、住宅・都市整備公団の共同事業として勧められた「JR尼崎駅北市街地再開発事業」は、1990年に第一地区が事業認可され、約1000億円をかけて、1999年に完成した。アミング潮江は、第一地区、第二地区、駅前地区を合わせた、この事業の対象地域全体を指す愛称であり、合わせて1,200 戸超の高層マンション群、大型量販店、ショッピングモール、レストランなどを配した「未来型都市」と宣伝されている。

## 第一地区
第一地区は、潮江一、二丁目、浜二、三丁目にまたがる約1.96ヘクタールで、述べ43100平方メートルとなる4棟の建物に、権利者住宅223戸、公団分譲住宅41戸、コミュニティー住環境整備事業によるコミュニティー住宅29戸、商業施設75店舗、業務施設13区画、体育館、駐車場などが整備され、1994年3月28日に「街開き」が行なわれた。再開発ビル「アミング潮江イースト」などが位置している。

## 第二地区
かつての麒麟麦酒尼崎工場跡地を中心とした第二地区は、約3.6ヘクタールで、再開発地区の中では最も遅く1999年11月となった。ここには再開発ビル「アミング潮江ウエスト」と「プラスト」がある。また、麒麟麦酒の子会社キリンホテル開発が運営するホテル「ホップインアミング」も開業したが、2009年にはその全発行済株式500株が麒麟麦酒からジェイアール西日本ホテル開発に譲渡された。

## 駅前地区
駅前地区では、まだ再開発事業の途中だった1995年12月に、まず仮設店舗「アミング駅前」が設けられ28店舗が入居した。駅前地区の開発は、 兵庫県住宅供給公社が市街地再開発事業として取り組み、1998年1月に完成した。

## 施設

### 集合住宅

#### 賃貸住宅
- 都市再生機構シティハイツ尼崎駅前
- 都市再生機構ルゼフィール潮江
- 兵庫県住宅供給公社アメニティコート尼崎

### 宿泊施設
- ホテルヴィスキオ尼崎

### 商業施設

#### アミング潮江プラストいきいき館
地区内に存在する複合商業施設。主要テナントは以下の通り。
- TSUTAYA
- ダイソー
- サイゼリヤ
- ラウンドワン

#### その他の商業施設
- 阪急オアシス尼崎潮江店
- アミング潮江商店街